# 六厘舎

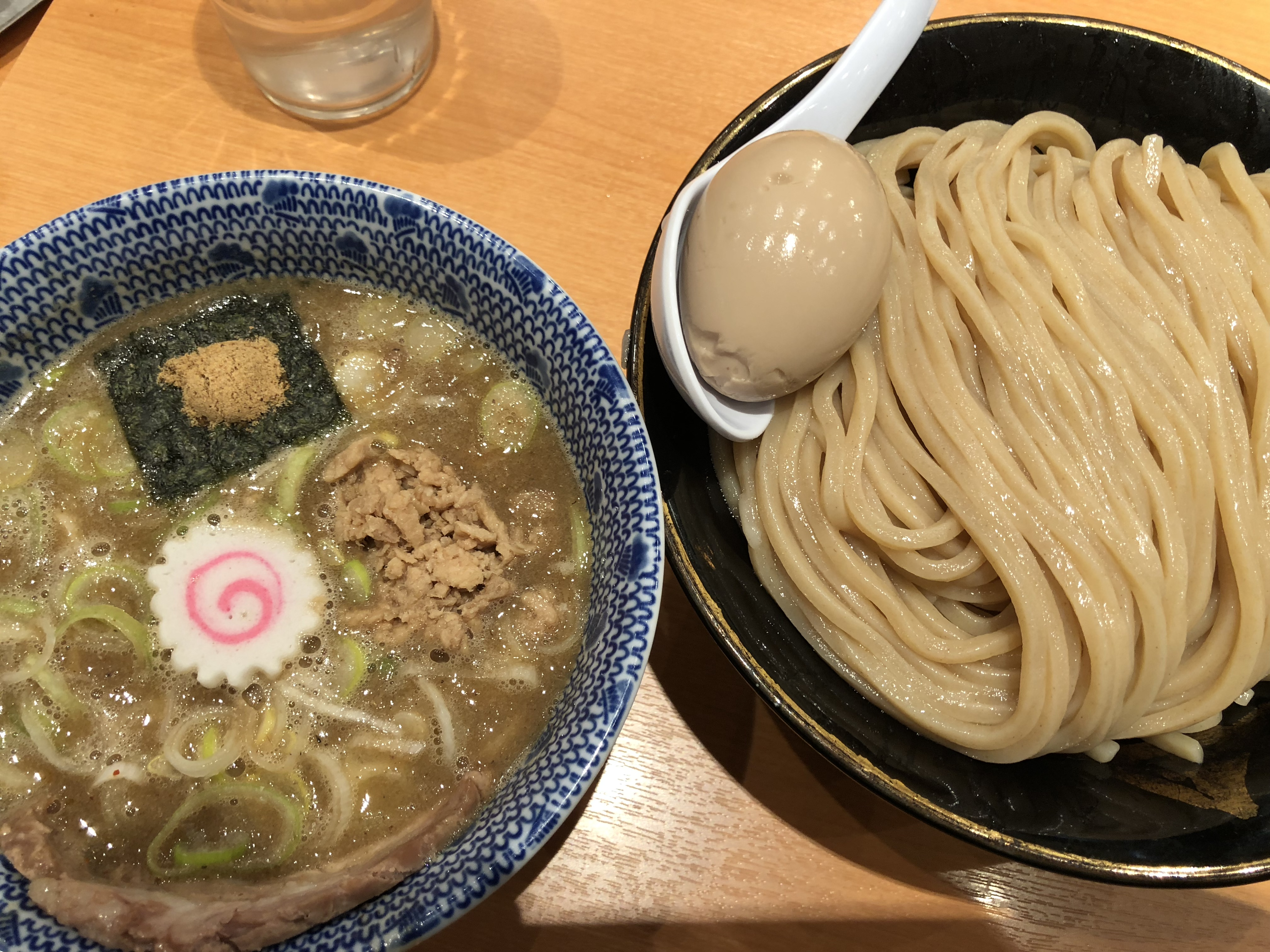
六厘舎TOKYOの得製つけ麺

六厘舎（ろくりんしゃ）は、東京都でつけ麺を中心に提供するラーメン店。株式会社松富士食品（東京都千代田区）が運営。

## 概要
三田遼斉が2005年4月に、東京都品川区大崎にて大崎本店を開業した。開店から数か月間は客入りが少なく危機的状況になったことから、三田の理想とする特徴的な「超濃厚スープ・極太麺」に変更したところ人気を呼び、雑誌・テレビなどで頻繁に紹介されたことで行列が常態化した店となった。
麺は自家製麺ではなく、浅草開化楼に特製麺を発注している。何度も製麺所と試行錯誤し、店舗を休業して協議を重ねて現行の麺が出来上がった。
高級食材は使用していないが、大量の素材を長時間かけて煮込んだ濃厚スープが特徴で、つけ麺の最後には柚子を加えたスープ割りをしている。海苔の筏にパウダー状になった魚粉を山盛りに乗せるスタイルを始めた店であり、魚粉を溶かすことによって、魚の風味が増した味わいを楽しめるようになっている。2006年と2007年の「TOKYO1週間」ラーメン・オブ・ザ・イヤーつけ麺部門最優秀賞を受賞。
大崎の本店は、かつて東京都内屈指の行列店で、100人を超える行列になることもしばしばであった。基本的に約2時間待ち、特に3連休などは2時間30分以上の待ち時間となることもあった。しかし、この行列が長期にわたり近隣の迷惑となってしまったことや、解消の目処が立たないことを理由に、2010年8月29日をもって閉店した。新店舗について、公式ウェブサイトでは別の場所に移転し復活すると書かれており、運営会社の松富士食品は「周辺に迷惑がかからない土地を慎重に選びたい」 としているが、一部報道では「第一候補をJR大崎駅前に都内の繁華街で検討中」と報じられている。その後公式Twitterアカウントにて2012年1月より週1回のみ営業を行うと発表、毎週土曜日に営業を行っていたが、2014年3月29日をもって本店は一時休業をした。2014年4月18日には大崎ウィズシティへの新規出店を果たし、営業を行っていた。2015年3月9日、六厘舎客席エアコン付近より火災が発生し、一時休業をしたが、2015年11月27日営業を再開した。
2015年4月18日には創業10年目という節目を迎えた。また、公式Twitterアカウントによると、同日、2015年4月18日からつけめん類一律 20円値下げさせていただきますとコメントされた。
かつての本店以外にも六厘舎の名称を使用した展開が行われており、2009年6月17日に東京駅八重洲口側の東京ラーメンストリートに支店「六厘舎TOKYO」を開店、2012年5月22日には東京スカイツリータウンの商業施設、東京ソラマチにも「六厘舎TOKYO スカイツリータウン・ソラマチ店」を開店した。また、つけ麺関係のイベント会場にも六厘舎として出店している。兄弟店舗として埼玉県さいたま市に「ジャンクガレッジ」、鴻巣市に「次念序」があり、新業態店として武蔵村山市にセルフうどん店形式とつけ麺業界初のドライブスルーを採用した店舗「もっちりつけめん しゃりん」を2010年10月5日に開店した。
通信販売も展開しており、関連する勢天株式会社が自社サイトや楽天市場に出店して通販を行っている。

## 店舗データ
六厘舎本店（休業中）
- 東京都品川区大崎3-14-10

六厘舎大崎店 - 2014年4月18日開店 - 
- 東京都品川区大崎2-11-1  大崎ウィズシティ1F/ 最寄駅 - JR大崎駅西口から徒歩4分
- 営業時間 - 11:00～22:30 (L.O.22:00)

ランチ営業、日曜営業
六厘舎TOKYO
- 東京駅・東京ラーメンストリート内
- 営業時間 - 7:30 - 10:00(LO9:45)、11:00 - 22:30(LO22:00)

六厘舎TOKYO スカイツリータウン・ソラマチ店
- 東京スカイツリータウン・東京ソラマチ内
- 営業時間 - 11:00 - 23:30

※2013年2月～9月まで、土日祝日等の休日は入店待ち大行列のため、ソラマチダイニングスカイツリービュー（30・31階行）専用エレベーターは6階通過していた。
六厘舎羽田空港店
- 羽田空港国際線旅客ターミナル内
- 営業時間 - 00:00 - 24:00

六厘舎上野店
- 東京都台東区上野7-1-1　アトレ上野1F
- 営業時間 - 00:00 - 23:00

## 系列店舗

### つけめん系
- 次念序（埼玉県鴻巣市）
- 舎鈴

- 久臨

### タンメン系
- トナリ

### ガツン系
- ジャンクガレッジ
- ドン－キタモト（埼玉県北本市）
- モッコリ豚（埼玉県朝霞市）2020年1月19日 営業終了[18]

### ラーメン・カレー系
- 林檎舎 (東京都豊島区) 営業終了